# Samer Awad

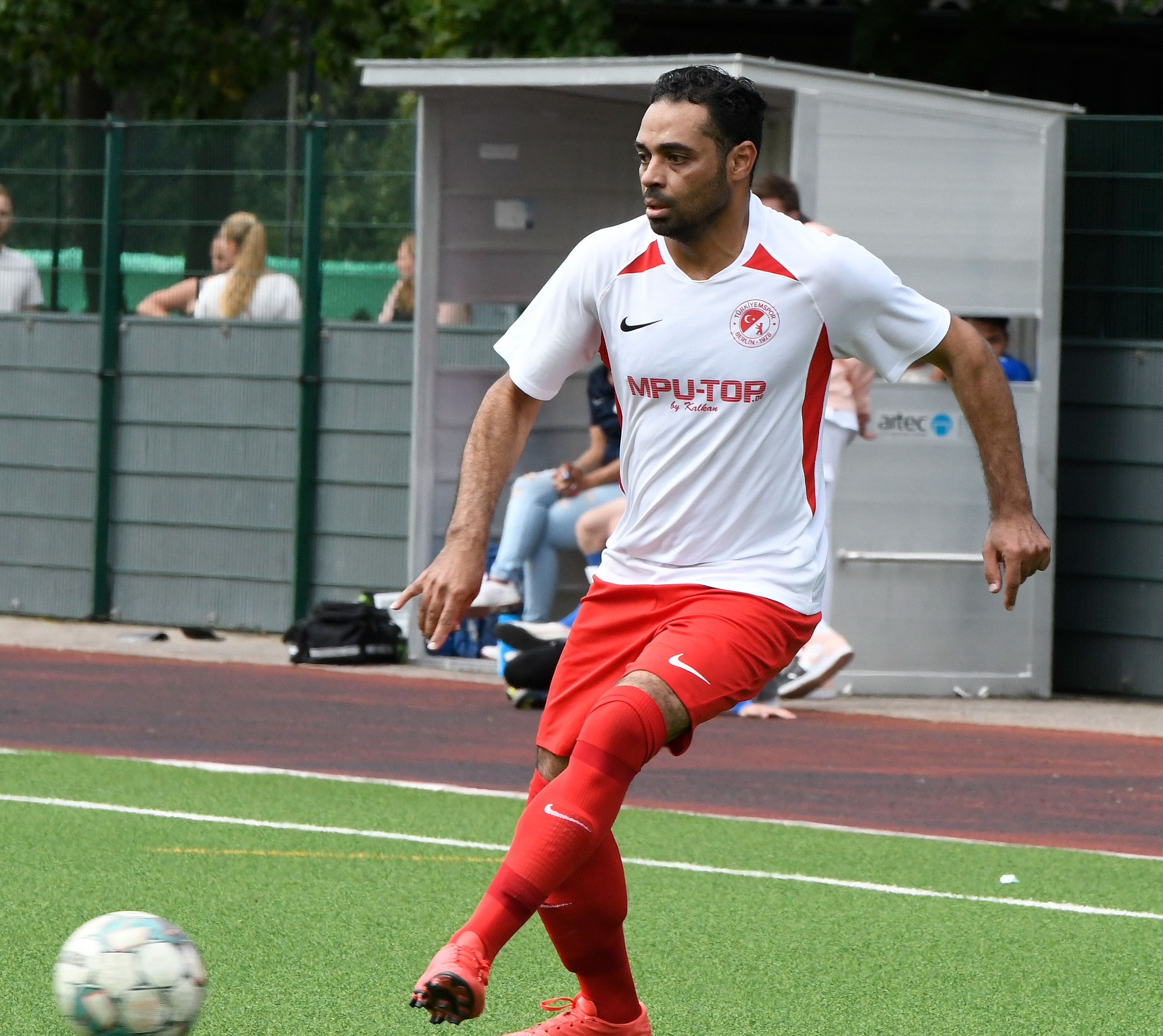
Samer Awad (2021) Türkiyemspor Berlin

Samer Awad (tiếng Ả Rập: سامر عوض; sinh ngày 9 tháng 2 năm 1982 ở Damascus, Syria) là một cầu thủ bóng đá Syria-Palestine. Hiện tại anh thi đấu cho Al-Majd, ở Giải bóng đá ngoại hạng Syria, giải đấu cao nhất ở Syria. Anh đá ở vị trí tiền vệ, mang áo số 3 cho Al-Majd và ở Đội tuyển bóng đá quốc gia Syria anh mang áo số 23.
Gia đình của anh có nguồn gốc từ Al-Zawiya, Safad ở Bắc Palestine.

## Sự nghiệp quốc tế

### Số lần ra sân trong các giải đấu lớn
| Đội bóng | Giải đấu                | Thể loại | Số trận | Số trận | Bàn thắng | Thành tích đội bóng |
| Đội bóng | Giải đấu                | Thể loại | Start   | Sub     | Bàn thắng | Thành tích đội bóng |
| -------- | ----------------------- | -------- | ------- | ------- | --------- | ------------------- |
| Syria    | Cúp bóng đá châu Á 2011 | ĐTQG     | 2       | 1       | 0         | Vòng bảng           |